# メキシコ合衆国 (19世紀)

メキシコ合衆国
Estados Unidos Mexicanos

1824年頃のメキシコ合衆国の範囲

メキシコ合衆国（メキシコがっしゅうこく、スペイン語: Estados Unidos Mexicanos）は、メキシコ第一帝政の後、臨時政府を挟んで成立したメキシコ初の連邦共和制の国家である。

## 歴史

### メキシコ合衆国の形成
1824年10月4日に新憲法が採択され、連邦共和制のメキシコ合衆国が成立した。メキシコ第一帝政が崩壊して約2年後となる。
憲法採択後、様々な州に国土は分けられた。政治も変わり、議会などが出来るなど帝政から共和制に移った時期でもある。

### メキシコ共和国への移行と相次ぐ独立
1835年10月23日にこの憲法が廃止され、連邦共和制から単一共和制のメキシコ共和国となったものの、反乱や独立が相次いだ。

### メキシコ合衆国の復活
1846年8月22日に憲法が復活し、また合衆国となった。
その後、1848年に米墨戦争に負けてメキシコ割譲により、メキシコは国土の1/3 を失った。
さらにアメリカのガズデン購入により、メキシコはさらに領土を失った。
1861年にはフランス第二帝政のナポレオン3世がメキシコ出兵を開始。
1863年にはメキシコシティが失陥、一時崩壊した。

### メキシコ第二帝政
1864年にフランスの傀儡政権である第二次メキシコ帝国が建国された。

### メキシコ合衆国
1867年に再びメキシコ合衆国が復活し、現在に至る。